# کاپیتان سرخ
کاپیتان سرخ (به هندی: Laal Kaptaan) فیلمی محصول سال ۲۰۱۹ و به کارگردانی ناودیپ سینگ است. در این فیلم بازیگرانی همچون سیف علی خان، ماناو ویجی، زویا حسین، سوناکشی سینها، دیپاک دوبریال، عامر بشیر، سیمونه سینگ ایفای نقش کرده‌اند.